# Rio Gârboveta
O Rio Gârboveta é um rio da Romênia, afluente do Bârlad, localizado no distrito de Iaşi,
Vaslui.